# Eisbachbrücke

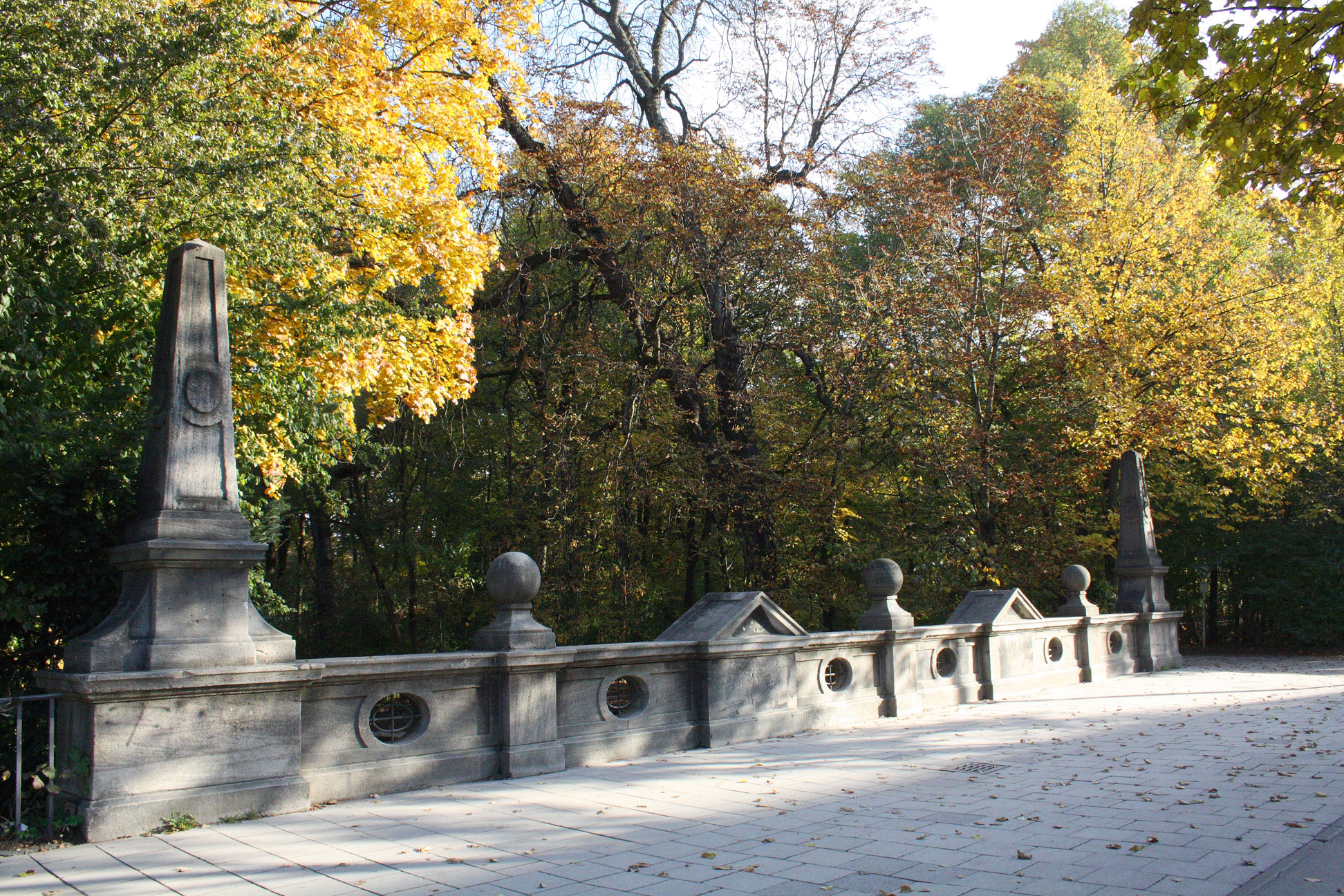
Balustrade Nord

Le Eisbachbrücke (pont Eisbach)  est un pont à Munich. 

## Emplacement
Le pont Eisbach est situé dans le quartier de Lehel, à la limite sud du Jardin Anglais. Il franchit la Prinzregentenstraße sur deux ruisseaux de la ville de Munich, qui se rejoignent derrière le pont de l'Eisbach. 

## Histoire
Le pont Eisbach a été construit en 1890 lors des travaux de la Prinzregentenstraße, qui traversait une liaison est-ouest principalement dans le sens de la ville. 
Sous les trois arches du pont coulaient à l'origine le Papiererbach, le Stadtmühlbach et le Stadtsägmühlbach et rejoignaient derrière le pont le ruisseau Eisbach, qui a donné son nom au pont. Depuis que le Papiererbach est abandonné aujourd'hui, l'arche ouest du pont est murée. 

## Description
Le pont Eisbach est un pont en arc à trois arches de 4,90 m chacune. 
Dans le paysage de rue du pont, seule la balustrade nord du jardin anglais est visible, puisque de l'autre côté des constructions ont eu lieu.  
Derrière le pont, le courant dans l’Eisbach crée une vague très appréciée des surfeurs.